# Ніагара-он-да-Лейк

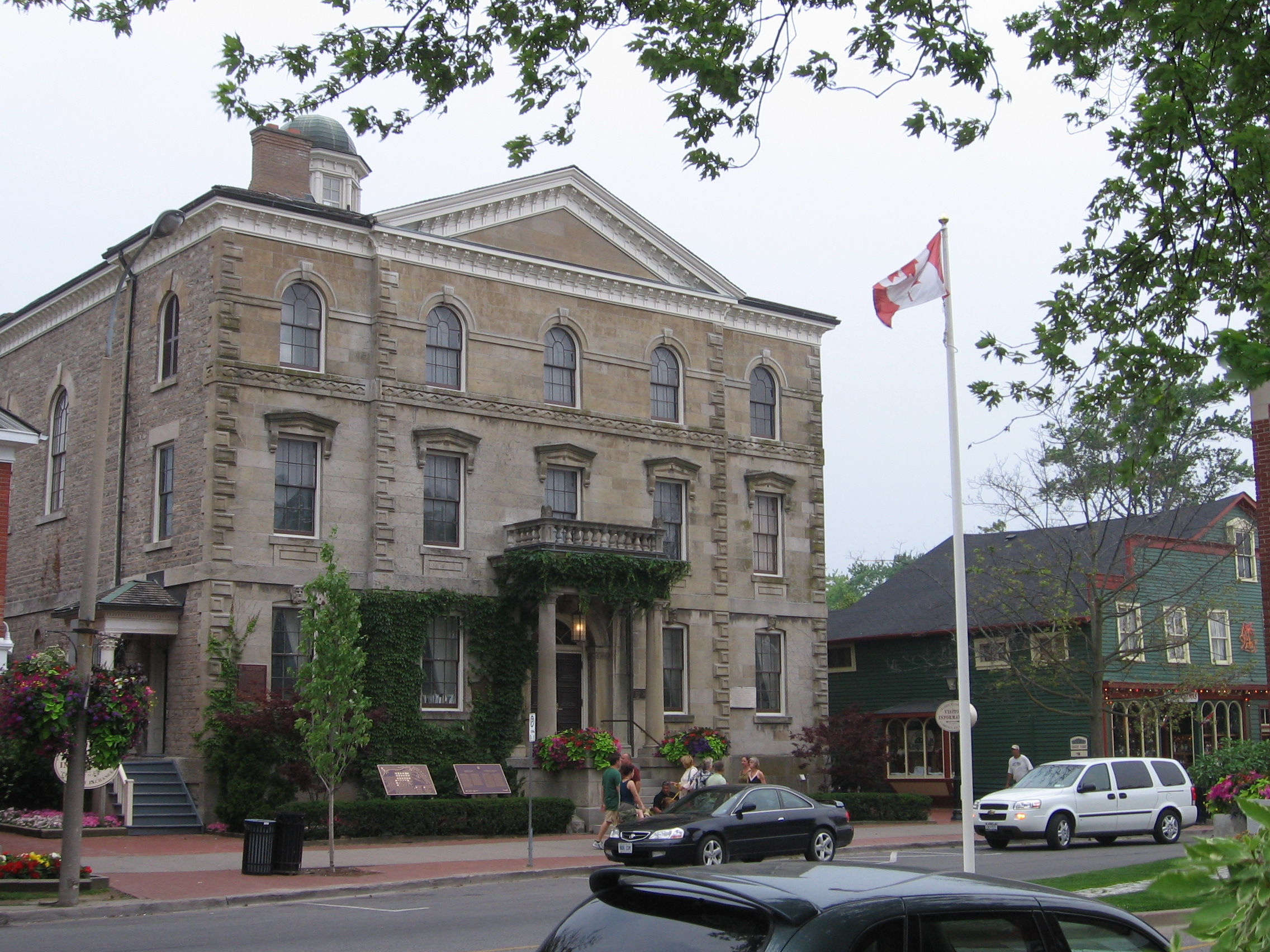
Будинок суду, театр фестивалю Шоу та штаб-квартира парків Канади в Ніагарському національному історичному комплексі

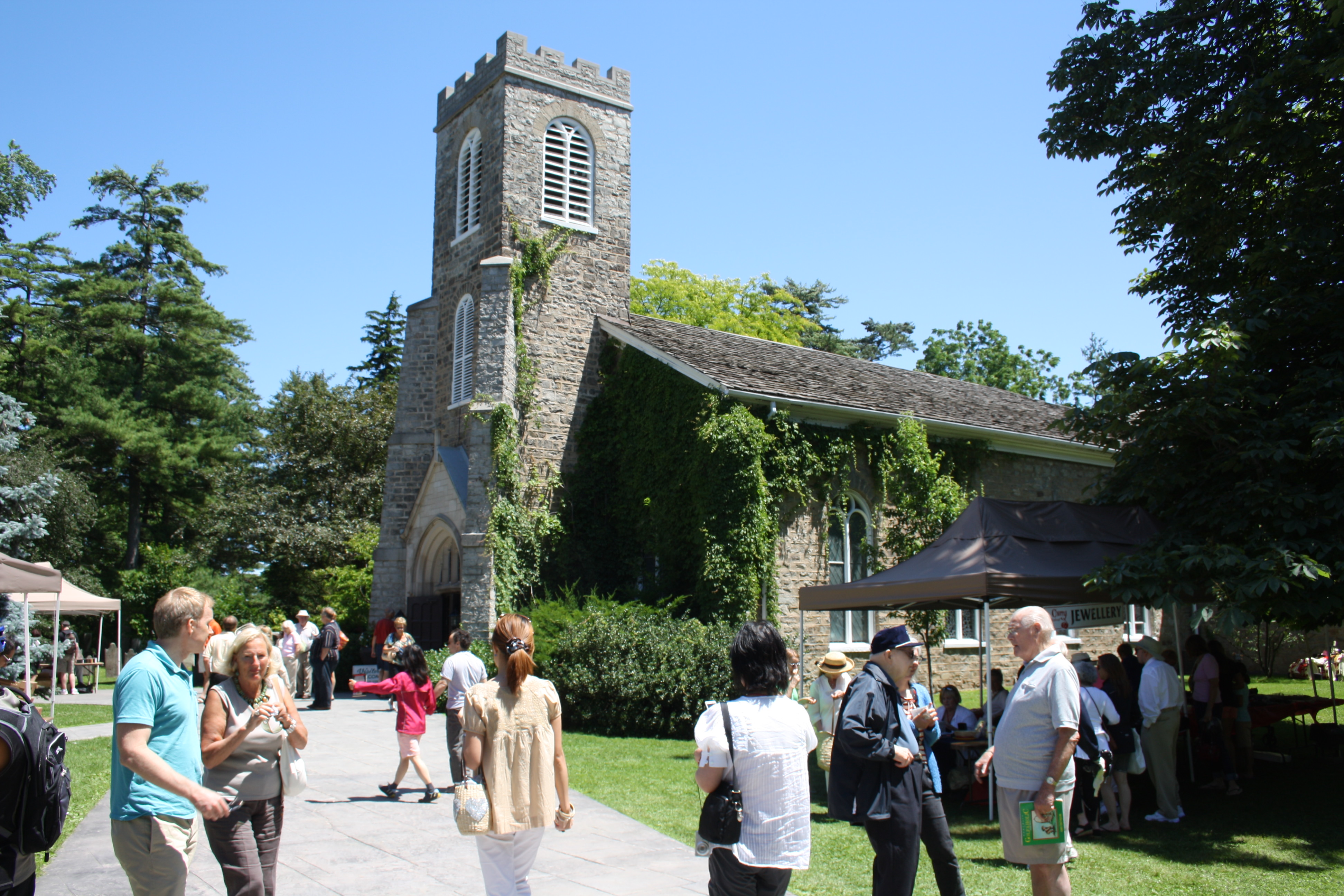
Церква Святого Марка

 Ніагара-он-да-Лейк, або Ніаґара-он-те-Лейк (англ. Niagara-on-the-Lake) — містечко (132,83 км²) в провінції Онтаріо у Канаді в регіоні Ніагари. Налічує 14 587 мешканців (2006); (щільність — 109,8/км²). Є єдиним містом у Канаді на чолі з лорд-мером. Населення - 17 511 осіб (2016).
Ніагара-он-да-Лейк має важливе значення в історії Канади: воно служило першою столицею провінції Верхньої Канади, попередника Онтаріо, і називалося Ньюарком з 1792 до 1797 року. Під час війни 1812 року місто, два колишні села Сент-Девідс та Квінстон, а також укріплення Форт-Джордж були місцями численних битв після вторгнення США у Верхню Канаду, і місто було зруйноване. У Ніагара-он-да-Лейк знаходяться найстаріші англіканські та католицькі церкви в Онтаріо та найстаріше поле для гольфу, що збереглося в Північній Америці.
Сьогодні Ніагара-он-да-Лейк приваблює туристів своїми стильними будівлями колоніальної архітектури, фестивалем на честь Бернарда Шоу, історичним укріпленням Форт-Джордж, винярнями, торговим центром на шосе та близькістю до Ніагарського водоспаду. Регіон Ніагара займає друге місце за відносним числом людей похилого віку в Онтаріо. Ніагара-он-да-Лейк було визнане одним з найкращих місць для виходу на пенсію в Онтаріо за версією видання "Comfort Life".

## Історія
До приходу британських поселенців пункт, де знаходиться форт Місісоґа, населяли принаймні три корінні американські племена: нейтральні (15 століття); сенека (кінець 17 століття); та місісаґи (18 століття).
Поселення було засноване в 1781 році як Батлерсбурґ, на честь полковника Джона Батлера, командира Рейнджерів Батлера. Пізніше він був перейменований на Західну Ніагару, щоб відрізнити його від форту Ніагара на американському березі річки. Це була британська військова база та притулок для про-британських лоялістів, які тікали зі США під час нестабільності внаслідок американської революції. Перейменоване на Ньюарк лейтенант-губернатором Джоном Ґрейвзом Сімко в 1792 році, у той час стало першою столицею Верхньої Канади (нині провінція Онтаріо). Законодавчий орган Верхньої Канади вперше зібрався у Нейві-Голлі 17 вересня 1792 року і ще чотири рази збирався там до червня 1796 року. У 1797 році Сімко переніс столицю до Йорка, оскільки Ньюарк був дуже близько до кордону зі США. Ньюарк був перейменований на Ніагару в 1798 році.
Форт-Джордж, укріплення на південь від поселення, був побудований у 1796-1799 роках. Під час війни 1812 року Ніагара була взята в битві при Форт-Джорджі американськими військами в травні 1813 року після дводенного обстрілу з гармат форту Ніагара та американського флоту, після чого відбувся жорстокий бій. Захопивши форт Джордж, американці побудували там власні укріплення. Форт був повернутий британцями у грудні 1813 року, але покинутий у 1815 році. Залишилась лише невелика частина форту; він був повністю відновлений. Форт Міссіссаґа був збудований, починаючи з 1813 року, але остаточно добудований лише після війни в 1816 році. Під час війни поселення Ніагара було зруйноване та спалене американськими солдатами перед їхнім відходом до форту Ніагара. (Згодом, 19 грудня 1813 р., британці захопили форт Ніагара). Громадяни відбудували Ніагару після війни, житловий квартал навколо вулиці Квін-стріт і в напрямку Кінг-стріт, де новий будинок суду був відновлений поза межами досяжності гармат американського форту Ніагара.
Канадський вісник Сміта 1846 року описує "Ніагару (раніше звану Ньюарком)" таким чином:
«Це було місце значної торгівлі. На східній стороні міста знаходиться великий військова територія. Приблизно за півмилі вгору по річці знаходяться руїни Форту Джордж, де спочатку були поховані останки генерала Брока; їх вилучили. Нова міська ратуша та будинок суду мають бути споруджені містом. Працює пожежна команда з двома помпами та фабрика гаків та драбин. Загалом церков та каплиць - п’ять. Щотижня виходять дві газети... Пароплави курсують щодня, доки це дозволяє погода, з Торонто... Компанія Niagara Harbor and Dock була заснована в 1830 році... судна, випущені компанією [включають] пароплав "Лондон", який розпочав весну 1845 року, найшвидший човен на верхніх озерах... У компанії зазвичай працює близько 150 осіб; і, коли вони мають більше роботи, наймають і до 350. На території є також морська залізниця, досить велика для перевезення суден першого класу. Поштове відділення, пошта щодня. Професії та ремесла: — Троє лікарів та хірургів, дев'ятеро адвокатів, дванадцять магазинів, таверн, двоє хіміків та аптекарів, троє продавців книг і канцтоварів, двоє сідельників, четверо виробників фургонів, двоє годинникарів, двоє жировиків, двоє різьбярів до робіт з мармуру, два друкарі, два майстри-столярі, один капелюшник, четверо пекарів, дві конюшні з конюхами, двоє бляхарів, троє ковалів, шестеро кравців, семеро шевців, один тютюнник, одна банківська агенція,... щорічно відвантажується велика кількість яблук, персиків та сидру»
У 1859 році місто побудувало свою першу державну школу - Ніагарську державну школу. Нинішня назва міста Ніагара-он-да-Лейк була прийнята приблизно в 1880 році як поштова адреса, щоб відрізнити місто від міста Ніагара-Фоллс. Офіційно ця назва була прийнята в 1970 році, коли місто Ніагара та селище Ніагара об'єдналися.

### Історичні місця
Більшість колишніх військових об'єктів, таких як Форт-Джордж, Нейві-Голл та казарми Батлера, були відновлені. Відбудова Форт-Джорджа була виконана як «Проєкт залучення робочої сили», керуючись планами королівських інженерів під час Великої депресії 1930-х років, що є раннім прикладом відтворення історичних об'єктів. Національний історичний об'єкт Форт-Джордж є центральним об'єктом у колекції пам'яток війни 1812 року, які разом управляються парками Канади під назвою Ніагарські національні історичні місця. Ця адміністративна назва включає кілька національних історичних місць: Форт Міссіссаґа, Маяк Міссіссаґа-Пойнт (1804, перший на Великих озерах), Нейві-Голл, Казарми Батлера та Квінстон-Гайтс.

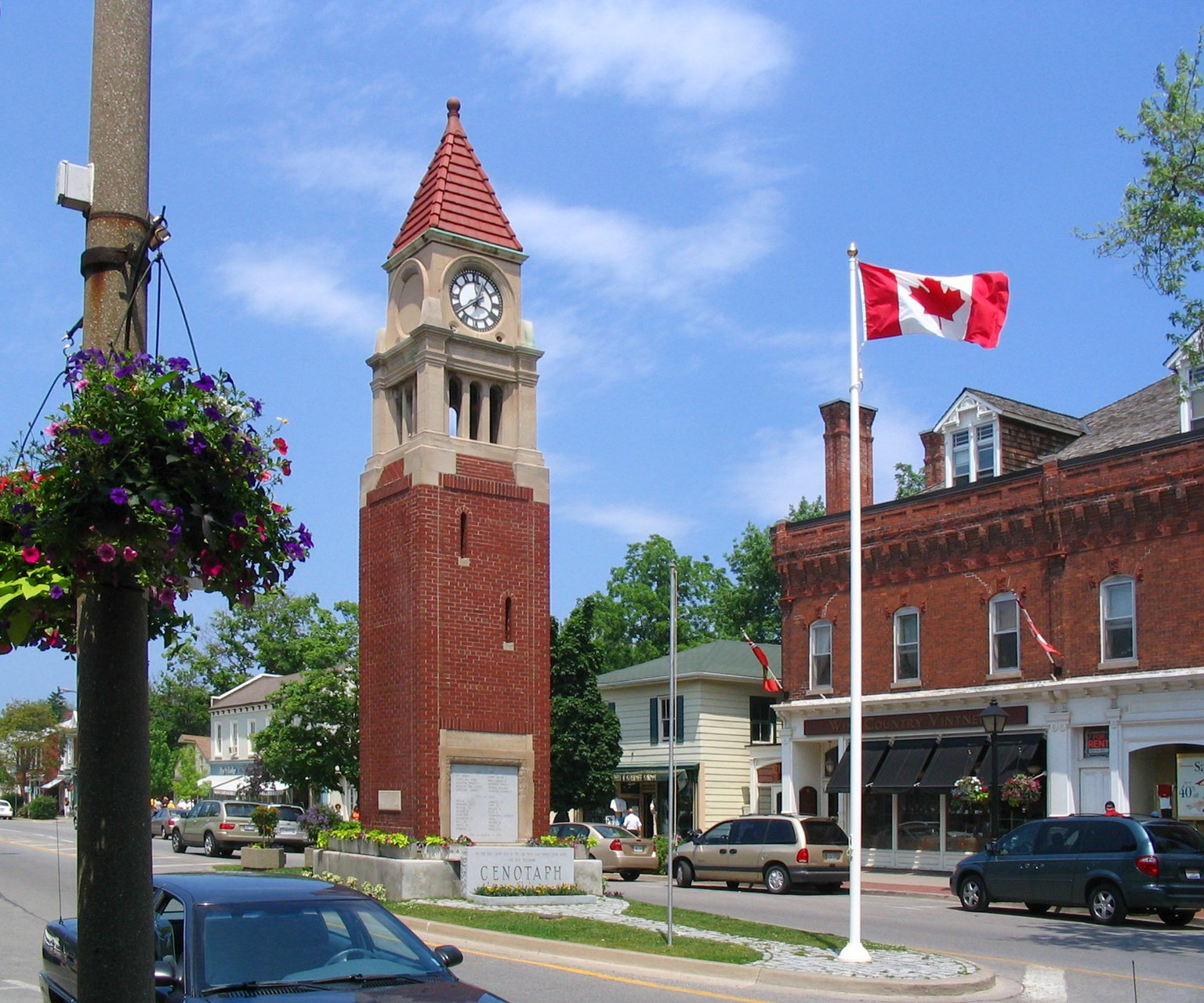
Кенотаф і годинникова вежа

В Ніагара-он-да-Лейк є кілька історичних дощок. Тут відбулися критичні бої в обороні Верхньої Канади, а також поблизу в Квінстоні та Сент-Девідсі, які зараз є частиною Ніагара-он-да-Лейк. В одному з них Лора Сікорд здобула свою славу. Місто дало багатьом афроамериканцям перший смак свободи, як зупинка на підпільній залізниці для тих, хто переїжджав далі у Верхню Канаду, так й як притулок на місці.
Її архітектурні зразки стилів регентства та неокласицизму, які вважаються найкращими в країні післявоєнного періоду 1812 року, переконали Управління історичних пам'яток Канади рекомендувати визнати історичний район міста Національним історичним місцем Канади, подання на яке було затверджене в 2003 р.. Історичний центр був визнаний як провінційний район збереження спадщини відповідно до Закону про спадщину Онтаріо в 1986 році. Незважаючи на те, що він не увійшов до остаточного списку, історичний район розглядався для висунення до списку світової спадщини. У його межах є інші національні історичні місця Канади: поле битви за Форт-Джордж  та сусідній Форт-Джордж,  Казарми Батлера,  Форт Драммонд, Форт Міссіссаґа,  місце маяк Міссіссаґа-Пойнт,  аптека Ніагари (найстаріша аптека Канади),  будинок окружного суду Ніагари, Квінстон-Гайтс, гідроелектростанція Квінстон-Чіппава, Willowbank  і батарея Vrooman.
- Серед інших історичних пам’яток - Театр Старого суду, побудований у 1847 році; Королівський парк, місце колишнього Королівського готелю;[17], церква Святого Марка, найстаріша англіканська церква в Онтаріо; Сент-Вінсент-де-Поль, найстаріша католицька церква в Онтаріо; будинок Макфарленда - найстаріша будівля міста; Ніагарська державна школа, побудована в 1859 році; та гольф-клуб Ніагара, найстаріше поле для гольфу в Північній Америці, яке все ще використовується.

## Врядування
Ніагара-он-да-Лейк знаходиться в межах федерального виборчого округу Ніагарського водоспаду, який у даний час представлений у Палаті громад Канади Тоні Балдінеллі, і провінційного виборчого округу провінційного виборчого округу Ніагарського водоспаду, представленого в Законодавчих зборах Онтаріо Вейном Ґейтсом.
Це єдиний муніципалітет у Канаді, обраний керівник якого призначається лорд-мером, - титулом, поширеним у Сполученому Королівстві.  Популярна легенда твердить, що принц Едуард, герцог Кентський і Стратерн присвоїв титул меру Ніагари під час відвідування міста на початку 19 століття, на знак визнання історії міста як першої столиці Верхньої Канади; однак, немає відомостей про те, щоб мер використовував титул раніше за Джеррі Муссена на початку 1920-х років, і навіть після цього титул використовувався лише нерегулярно, доки закон про регіональну муніципалітету Ніагари 1969 року не зафіксував, що "мер міста Ніагара-он-да-Лейк буде титулуватись як лорд-мер".  Поточним лордом міста є Бетті Дізеро, колишня депутатка міської ради Торонто, станом на муніципальні вибори 2018 року. Серед попередніх лордів-мерів були Патрік Дарт, Дейв Еке, Гері Берроуз, Арт Віола, Майк Дітш, Стен Ігнатчик, Джим Маріно, Вільберт Дік, Джейк Фрез та Фред Ґорінґ.

## Клімат
Ніагара-он-да-Лейк відчуває вологий континентальний клімат (Köppen Dfb, що межує з Dfa), використовуючи 0 °C (32 °F), але також межує з океанічним кліматом (Köppen Cfb), використовуючи −3 °C (27 °F) ізотерму, пори року з теплим літом, холодною зимою та прохолодними до м'яких осенями та веснами. Снігопад помірний, в середньому близько 92 см на рік, що є одним із найнижчих річних опадів снігу у всьому Онтаріо. Довга берегова лінія вздовж озера Онтаріо призводить до більш помірних температур, ніж у сусідніх містах, а також сезонне відставання настання пір року.

## Спорт
У Ніагара-он-да-Лейк була юнацька хокейна команда серед юніорів у хокейній лізі Великого Торонто. Команда була вперше зареєстрована в сезоні 2018–19 і грав у районі Meridian Credit Union, розташованому у Вірджилі. Команда була названа громадянами, а спонсор - місцевий бар Bricks and Barley. Було оголошено, що команду буде розпущено після першого сезону через погану відвідуваність.
У Ніагара-он-да-Лейк також є чоловіча футбольна команда на ім'я Лейкерс, яка виступає у футбольній лізі півострова (ПСЛ). Команда була сформована в сезоні 2019 року і за підтримки місцевого бару, Sand Trap.
Ніагара-он-да-Лейк також має багату історію у спорті лакросу.

## Туризм

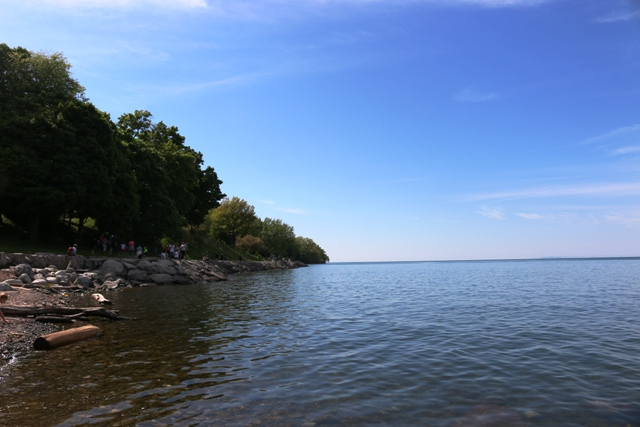
Пляж Ніагара-он-да-Лейк, червень 2014 року

У місті проводиться Фестиваль Бернарда Шоу, другий за величиною канадський театр-продюсер, що спеціально виставляє драматургію Джорджа Бернарда Шоу, його сучасників, або вистави про його епоху (1856–1950), що йдуть з квітня по грудень. На фестивалі працюють чотири театри в центрі міста: Фестиваль, студія Джекі Максвелл, Королівський Джордж та театр Корт-гауз. Фестиваль стаквить понад 750 вистав щороку, роблячи промоцію його славним постановникам і затруднюючи понад 520 акторів, працівників сцени та інших місцевих працівників.
Уздовж Ніагарської траси знаходиться Художній музей RiverBrink в Квінстоні. Тут представлена колекція з понад 1400 творів мистецтва та артефактів канадських та міжнародних художників, зібрана Самуелем Е. Віром. Завершена в 1970 році, будівля вирізняється архітектурою в георгіанському стилі з характерними мансардними дахами та виступаючими вікнами. Він служив заміською резиденцією Віра і був перетворений на художній музей після його смерті в 1981 році.

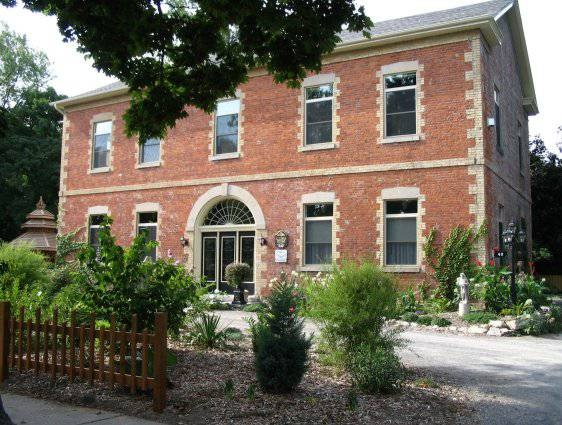
Стара Ніагарська державна школа, сьогодні популярний бед-енд-брекфест

## Демографія
Тільки 15% населення до 14 років. Люди старші від 65 років становлять 22,6% і пропорційно ця група швидко зростає. У місті спостерігається ріст майже на 1% щороку, частково завдяки великій кількості пенсіонерів, які переїжджають до міста.

## Транспорт
До Ніагара-он-да-Лейк можна дістатися по Квін-Елізабет-Вей (QEW), шосе, яке простягається до форту Ері на південь, Гамільтона на заході та йде по узбережжю озера Онтаріо до Торонто. Є також місцевий громадський транспорт.

## Нагороди та визнання
Місто Ніагара було місцем 8-го світового скаутського Джемборі в 1955 році. Понад 11 000 скаутів із 71 країни взяли участь у Джемборі. Воно було першим, що відбулося за межами Європи і мало тему "Джамборі нових горизонтів". Ніагара-он-да-Лейк було назване найкрасивішим містом у Канаді в 1996 році за програмою «Заквітчані Громади», яка займається загальнодержавною програмою благоустрою. Зараз місто є популярним туристичним напрямком, розташованим на північному кінці Ніагарського шосе, з мальовничими краєвидами та велосипедною і пішохідною прогулянковою доріжкою.

## Громади

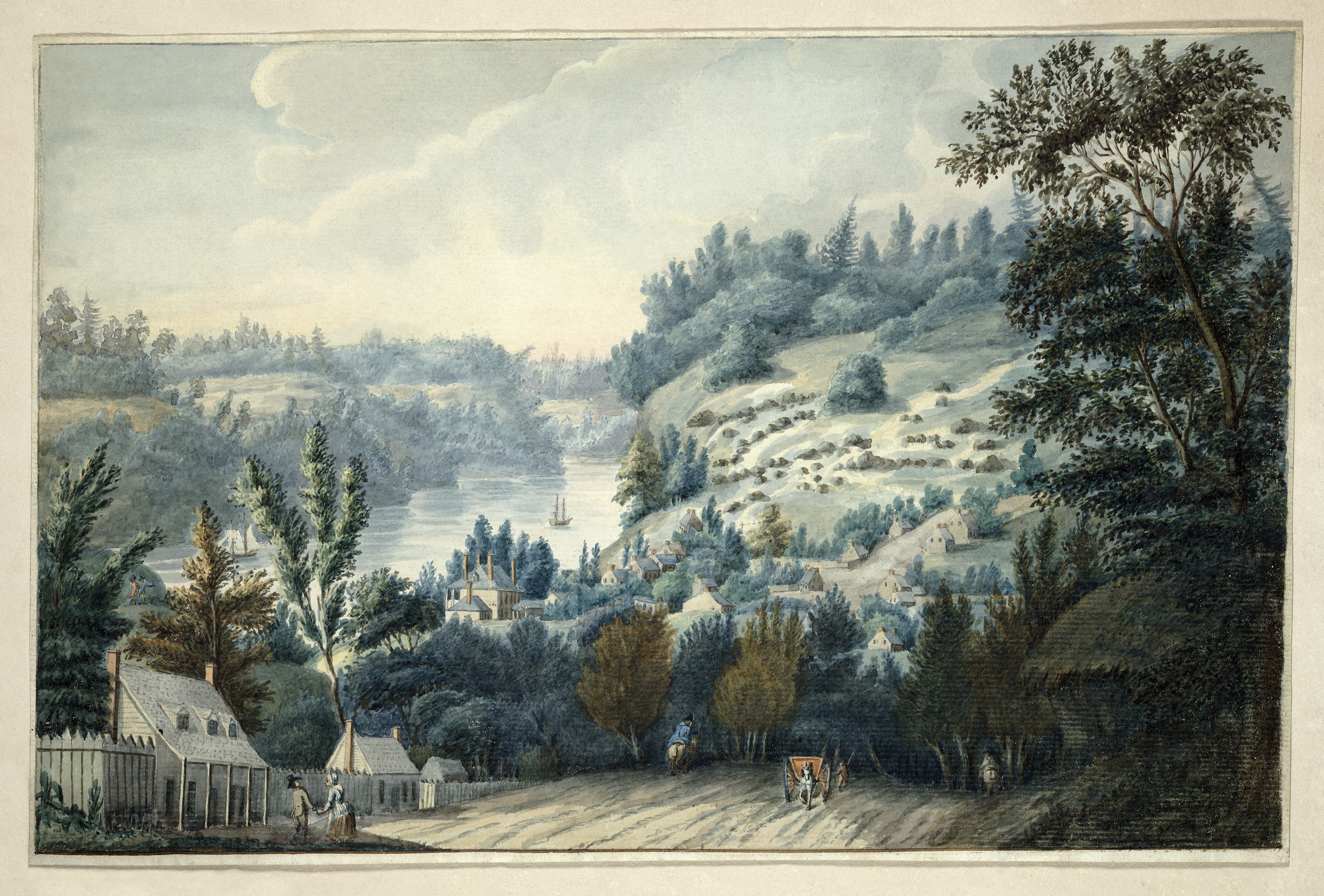
Квінстон бл. 1805, малюнок армійського хірурга Едварда Волша

На додаток до первинного містечка Ніагара-он-да-Лейк, (Старого міста), місто також включає села Ґлендейл, Гомер, Макнаб, Квінстон, Сент-Девідс, Ніагара-он-да-Ґрін та Верджіл.
Глендейл знаходиться недалеко від перехрестя королеви шосе QEW, шосе 405 та шосе 55, а також поруч із каналом Велленд. Тут розміщений кампус Ніагара-он-да-Лейк Ніагарського коледжу.
Верджіл знаходиться на південному заході від Старого міста Ніагара-он-да-Лейк, де відбувається більша частина туризму. Громада має велику менонітську громаду, яка заселила територію на початку та до середини 20 століття з Росії. У Верджілі є великий спортивний парк, який є центром жвавих тренувань та ігор хокею, софтболу, лакросу та футбольної ліги Ніагара-он-да-Лейк, двох арен, трьох бейсбольних полів та скейт-парку. Раз на рік, у вихідні у травні на вихідні до Дня Вікторії, громада проводить свою місцеву забаву. Фестиваль включає атракціони, розваги та щорічний стартовий турнір з футболу. Навчальними закладами Верджіла є Державна школа Св. Михайла та Державна школа "Роздоріжжя", яка відкрилася у вересні 2011 року, об'єднавши нині закриті державні школи Верджіл та полковника Джона Батлера. Єдина середня школа в місті, Ніагара-Ріджен, була закрита окружною шкільною радою Ніагари в 2010 році.
У Старому місті також була початкова школа на Кінг-стріт: Державна школа Парламент-Оук. Це було на місці підписання Акту скасування рабства 1793 р. Першою законодавчою сесією парламенту Верхньої Канади.. Школа була закрита 25 червня 2015 р.
Державна школа Сент-Девідс обслуговує дитячий садок для учнів 8 класу в південній частині муніципалітету. Католицька початкова школа святого Михайла обслуговує дитячий садок для учнів 8 класу у південній частині муніципалітету. Початкова школа Crossroads влючає учнів від дитячого садка до 8 класу у північній частині муніципалітету. Зараз старшокласники сідають на автобус до школи Лори Сікорд у Сент-Кетрінс або до Ан-Майєра на Ніагарському водоспаді.

## Зовнішні посилання
- Офіційний сайт